# Denby Dale
Denby Dale är en ort och civil parish i Storbritannien.   Den ligger i distriktet Kirklees i grevskapet West Yorkshire i riksdelen England, i den centrala delen av landet, 250 km norr om huvudstaden London. Denby Dale ligger 166 meter över havet och antalet invånare är 2 763.
Terrängen runt Denby Dale är huvudsakligen platt, men västerut är den kuperad. Runt Denby Dale är det tätbefolkat, med 819 invånare per kvadratkilometer. Närmaste större samhälle är Huddersfield, 11,9 km nordväst om Denby Dale. Trakten runt Denby Dale består i huvudsak av gräsmarker.